# آندریا نورتون
آندریا نورتون (انگلیسی: Andreia Norton؛ زادهٔ ۱۵ اوت ۱۹۹۶) بازیکن فوتبال اهل پرتغال است.
از باشگاه‌هایی که در آن بازی کرده‌است می‌توان به باشگاه فوتبال زنان اینتر میلان اشاره کرد.
وی همچنین در تیم‌های ملی فوتبال Portugal women's national under-19 football team و زنان پرتغال بازی کرده‌است.